# Lydia (cantante)
Lydia Rodríguez Fernández, nota solo come Lydia (Madrid, 15 gennaio 1980), è una cantante spagnola.

## Biografia
Nata a Madrid, ha esordito a 16 anni, nel 1996, pubblicando l'eponimo album Lydia, che è stato certificato disco di platino in Spagna.
Anche con il secondo album, uscito due anni dopo, ha avuto un ottimo successo.
Nel 1999 ha partecipato in rappresentanza della Spagna all'Eurovision Song Contest 1999 con il brano No quiero escuchar. Nel corso della manifestazione, svoltasi a Gerusalemme, non ha avuto fortuna, classificandosi ultima con 1 punto.
Nel 2002 ha pubblicato il suo ultimo album da solista. Nel 2008 ha sostituito Sole Giménez nella formazione del gruppo Presuntos Implicados.

## Discografia

### Solista
- 1996 - Lydia
- 1998 - Cien veces al dia
- 1999 - Cien veces al día, Edición Eurovisión
- 1999 -  Lydia: el tacto de tu piel y otros grandes éxitos (raccolta)
- 2002 - Si no me pides la vida
- 2003 - Lydia: grandes éxitos (raccolta)

### Con Presuntos Implicados
- 2008 - Será
- 2011 - Banda Sonora